# Johannes Jung (Abt)

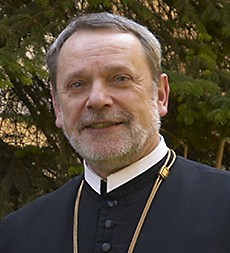
Abt Johannes Jung

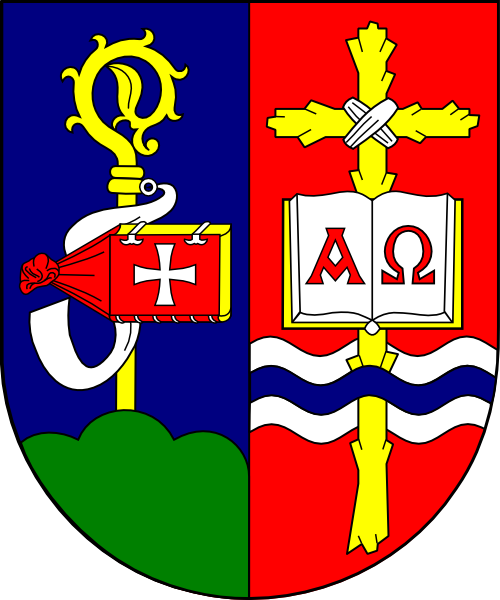
Wappen des Abtes

Johannes Jung OSB (* 5. Juli 1952 in Wien, Österreich als Peter Jung) ist ein österreichischer Benediktiner und Ordenspriester. Er war von 2009 bis 2021 71. Abt des Schottenstiftes in Wien.

## Leben
Jung studierte nach seiner Matura am Wiener Schottengymnasium und dem Grundwehrdienst Geschichte und Deutsche Philologie an der Universität Wien. Ab 1975 unterrichtete er am Schottengymnasium. 1981 trat er in die Schottenabtei ein, wo er den Ordensnamen  Johannes annahm. Nach der einfachen Profess 1984 begann er mit den Studium der Theologie. 1985 legte er ewige Profess ab; am 3. Juni 1988 empfing er die Priesterweihe. Im gleichen Jahr wurde er zum Prior des Schottenklosters unter dem neugewählten Abt Heinrich Ferenczy bestellt; dieses Amt übte er bis 2004 aus. Von 2004 bis 2009 war er Direktor des Schottengymnasiums.
Nach der Resignation Ferenczys wurde Jung 2006 zunächst für drei Jahre zum Administrator des Klosters gewählt. Am 3. April 2009 erfolgte seine Wahl zum 71. Abt des Schottenstiftes. Am 10. Juni 2009 empfing er in der Schottenkirche die Abtsbenediktion durch den Wiener Erzbischof Christoph Schönborn. Sein Wahlspruch lautet Verbum bonum („Gutes Wort“).
Jung ist Stellvertretender Vorsitzender der Ordenskonferenz für Wien-Eisenstadt sowie Mitglied der Monastischen Kommission der Österreichischen Benediktinerkongregation. Nach wie vor unterrichtet er Religion und Geschichte am Schottengymnasium.
Nach Ablauf seines zwölfjährigen Mandats übergab er am 22. März 2021 die Klosterleitung an Nikolaus Poch.

## Werke
- Johannes Jung, Gerhard Schlass, Friedrich Wally, Edgar Weiland: Das Schottengymnasium in Wien. Tradition und Verpflichtung. Böhlau, Wien-Köln-Weimar 1997, ISBN 3-205-98683-0.